# توم دان
توم دان (بالإنجليزية: Tom Dunn)‏ هو صحفي أمريكي، ولد في 1 مايو 1929، وتوفي في 2 يوليو 2006 بسبب سرطان المريء.

## وصلات خارجية
- توم دان على موقع IMDb (الإنجليزية)